# Jacob Blyth
Jacob Matthew Blyth (ur. 14 sierpnia 1992 w Nuneaton) – angielski piłkarz występujący na pozycji napastnika. Zawodnik klubu Motherwell.